# Herder-Förderpreis
Der Herder-Förderpreis wird seit 2011 an Studierende und Doktoranden deutschsprachiger Universitäten vergeben, die sich mit einer fachlich oder künstlerisch anspruchsvollen Arbeit insbesondere mit dem Lebenswerk Johann Gottfried Herders auseinandersetzen. Der Preis wird vom Evangelisch-Lutherischen Kirchenkreis Weimar, dem Sophien- und Hufelandklinikum Weimar und der Diakoniestiftung Weimar Bad Lobenstein verliehen. Die Verleihung und Präsentation des Herder-Förderpreises erfolgt jährlich im Rahmen des Herdergeburtstages am 25. August in der Herderkirche Weimar.
Die Jury verleiht den Herder-Förderpreis und bei geeigneten Einreichungen auch weitere Anerkennungen besonderer Arbeiten.

## Preisträger
- 2011: Marco Lemme, Weimar: Kirchenmusik, Kirchenmusiker und kirchenmusikalische Ausbildung in Weimar im 19. und 20. Jahrhundert[1]
- 2012: Jörg Brinkmann, Weimar: plug & pray[2][3]
- 2013: Tina Bellmann, Göttingen: Herders theologische Anthropologie. Ein Vergleich zwischen Herders Sprachursprungsschrift und seiner Auslegung von Gen 1-3[4]
- 2014: Jonathan Schöps, Zwickau: Undarstellbar – Visuelle Gedanken zu Gott[5][6]
- 2015: Kinder- und Jugendclub Kramixxo/Waggon, Weimar[7]
- 2016: Mariano González, Weimar, für eine Bachelorarbeit zur Kirchenmusik in der Renaissance und im 20. Jahrhundert[8]
- 2017: Hanna Schmal, Weimar, für ihre Masterarbeit Der Gregorianische Choral im Musikunterricht[9]
- 2018: Christian Andrés Parra Sánchez, Halle, für seine Masterarbeit (Industriedesign) mit Bezügen zu Fremdenfeindlichkeit und Rassismus[10]
- 2019: Friederike Bücherl, Weimar, für eine Bachelorarbeit zur Kirchenmusik in Tansania[11]
- 2021: Helena Funk, Leipzig, für ihre Masterarbeit zur Sprachverwendung, sowie Hanna Hoffmann und Jonas Dippon, beide Weimar für ihre künstlerische Arbeit Kritische Wälder '21
- 2022: Musikschule des Vereins Escola Popular unter Leitung von Anderson Merklein[12]
- 2023: Kinder- und Jugendzirkus Tasifan
- 2024: Stiftung Europäische Jugendbildungs- und Jugendbegegnungsstätte Weimar